# Sigrid Wolf
Sigrid Wolf (Breitenwang, 14 febbraio 1964) è un'ex sciatrice alpina austriaca, campionessa olimpica nel supergigante a Calgary 1988.

## Biografia
Specialista delle prove veloci, Sigrid Wolf in Coppa del Mondo ottenne il primo podio, nonché primo risultato di rilievo, il 18 dicembre 1981 nella discesa libera di Saalbach, chiusa al 3º posto; nella stessa stagione prese parte ai Mondiali juniores di Auron 1982, dove ottenne come miglior piazzamento il 5º posto nella combinata. A Bormio 1985 debuttò ai Campionati mondiali, chiudendo 4ª nella discesa libera e 19ª nella combinata; due anni dopo, nella rassegna iridata di Crans-Montana 1987, si piazzò 15ª nella discesa libera e 7ª nel supergigante e nella stessa stagione, il 13 marzo 1987, ottenne la prima vittoria in Coppa del Mondo, a Vail in discesa libera.
Calgary 1988 fu la sua unica partecipazione olimpica, che onorò vincendo la medaglia d'oro nel supergigante; non concluse invece né la discesa libera né lo slalom gigante. L'anno dopo ai Mondiali di Vail 1989, sua ultima presenza iridata, andò nuovamente a medaglia nel supergigante, conquistando l'argento, e si classificò 28ª nella discesa libera; in quella stagione 1988-1989 2ª nella classifica della Coppa del Mondo di supergigante, superata dalla vincitrice Carole Merle di 4 punti. In Coppa del Mondo salì per l'ultima volta sul podio il 9 dicembre 1990 ad Altenmarkt-Zauchensee in supergigante (2ª) e prese per l'ultima volta il via il 16 dicembre successivo a Meiringen nella medesima specialità (6ª), ultima gara della sua carriera: pochi giorni più tardi fu costretta ad abbandonare prematuramente l'attività agonistica a causa di un grave infortunio a un ginocchio.

## Bilancio della carriera
Velocista in attività tra la fine degli anni 1980 e il decennio successivo, fu uno dei punti di riferimento della squadra austriaca nella velocità ottenendo in carriera cinque successi in Coppa del Mondo: tre in supergigante e due in discesa libera. La sciatrice fu in grado di aggiudicarsi anche due medaglie: una d'oro in occasione dei XV Giochi olimpici invernali di Calgary 1988 in Canada, prima olimpionica di supergigante della storia, e una d'argento l'anno successivo ai Mondiali di Vail, negli Stati Uniti.

## Palmarès

### Olimpiadi
- 1 medaglia:
  - 1 oro (supergigante a Calgary 1988)

### Mondiali
- 1 medaglia:
  - 1 argento (supergigante a Vail 1989)

### Coppa del Mondo
- Miglior piazzamento in classifica generale: 9ª nel 1987 e nel 1990
- 13 podi:
  - 5 vittorie (3 in supergigante, 2 in discesa libera)
  - 5 secondi posti
  - 3 terzi posti

#### Coppa del Mondo - vittorie
| Data             | Località                | Paese       | Specialità |
| ---------------- | ----------------------- | ----------- | ---------- |
| 13 marzo 1987    | Vail                    | Stati Uniti | DH         |
| 14 marzo 1987    | Vail                    | Stati Uniti | DH         |
| 28 novembre 1987 | Sestriere               | Italia      | SG         |
| 25 febbraio 1989 | Steamboat Springs       | Stati Uniti | SG         |
| 27 gennaio 1990  | Santa Caterina Valfurva | Italia      | SG         |

Legenda:

DH = discesa libera

SG = supergigante

### Campionati austriaci
- 5 medaglie[2]:
  - 2 ori (supergigante, slalom gigante nel 1987)
  - 2 argenti (discesa libera nel 1987; supergigante nel 1989)
  - 1 bronzo (combinata nel 1985)

## Onorificenze e riconoscimenti
La Wolf fu proclamata sportiva austriaca dell'anno nel 1987 e nel 1988 e fu insignita di una decorazione d'onore dell'Ordine al merito della Repubblica austriaca: